# Сандра Майшбергер
Зандра Майшбергер (нім. Sandra Maischberger; [ˈzandʁa ˈmaɪʃbɛʁɡɐ], нар. 25 серпня 1966, Мюнхен) — німецька журналістка, ведуча ток-шоу та письменниця. Майшбергер провела своє дитинство у Фраскаті поблизу Риму (від 3 до 8 років), і в Гархінзі-бай-Мюнхен. Вона склала свій абітур у 1985 році в гімназії імені Вернера-Гайзенберга в Гархінзі. Після закінчення школи вступила до Мюнхенського університету Людвіга-Максиміліана, щоб вивчати комунікаційні науки, але кинула навчання через три дні і одразу почала працювати.